# Paul Ottenheimer
Pour les articles homonymes, voir Ottenheimer.
Paul Ottenheimer, né le 1er mars 1873 à Stuttgart et mort le 28 décembre 1951 à Darmstadt, est un compositeur et chef d'orchestre allemand. Prisonnier dans le ghetto de Theresienstadt, il survit néanmoins à l'Holocauste.

## Biographie
Paul Ottenheimer est connu comme compositeur de chansons, de ballades, de musique chorale et d'opérettes. Il travaille comme directeur musical à Augsbourg, Trèves, Linz, Graz, Nuremberg, Prague et Vienne. De 1913 à 1919, il succède à Willem de Haan comme chef d'orchestre principal au Théâtre de Cour de Darmstadt. Ottenheimer dirige la première de Sonnenflammen de Siegfried Wagner à Darmstadt le 30 octobre 1918. De 1926 à 1933, il dirige l'école de l'opéra de Darmstadt ((de) Akademie für Tonkunst). Parmi ses amis, citons Richard Strauss et Felix Weingartner.
Durant le nazisme, Ottenheimer est dénoncé à cause de son origine juive, d'abord par Hans Brückner et Christa Maria dans leurs écrits antisémites Judentum und Musik, puis par Herbert Gerigk et Theophil leur Lexikon der Juden in der Musik . En février 1945, il est déporté vers le ghetto de Theresienstadt, où il arrive le 18 février 1945. Grâce à l'intervention de Winifred Wagner, il obtient le statut de « prisonniers de premier plan ». Malgré les conditions de vie inhumaines qu'il endure, Ottenheimer réussit à survivre et est libéré en mai par l'Armée rouge.
Il participe à l'Internationale Ferienkurse für Neue Musik puis à la Darmstädter Sezession à Darmstadt. Ses archives sont conservées  à l'Universitäts- und Landesbibliothek de Darmstadt.

## Œuvres principales (opérettes)
- Heimliche Liebe (Wien, Johann Strauss-Theater, 1911)
- Der arme Millionär (1913)
- Hans im Glück (1914)